# Горида
Горида (азерб. Horid) — горная вершина на Главном Кавказском хребте, к юго-востоку от перевала Мала-Россо, в верховье реки Катехчай.
Расположена на границе Азербайджанской Республики (Балакенский район) и Российской Федерации (Республика Дагестан). Высота — 3005 м. Склоны горы покрыты альпийскими лугами.